# Vega de Pervís
Vega de Pervís (en asturiano y oficialmente, La Vega Pervís) es un lugar de la parroquia de Mián, en el concejo asturiano de Amieva, en España.
Situada en el margen izquierdo del Río Sella se puede acceder a este pueblo por la nacional 625, a 10 km aprox. de Cangas de Onís
En este lugar podemos encontrar la casa de cultura del concejo de Amieva.
El día de la fiesta del pueblo generalmente es el segundo sábado de agosto.